# 天主圣三一桥

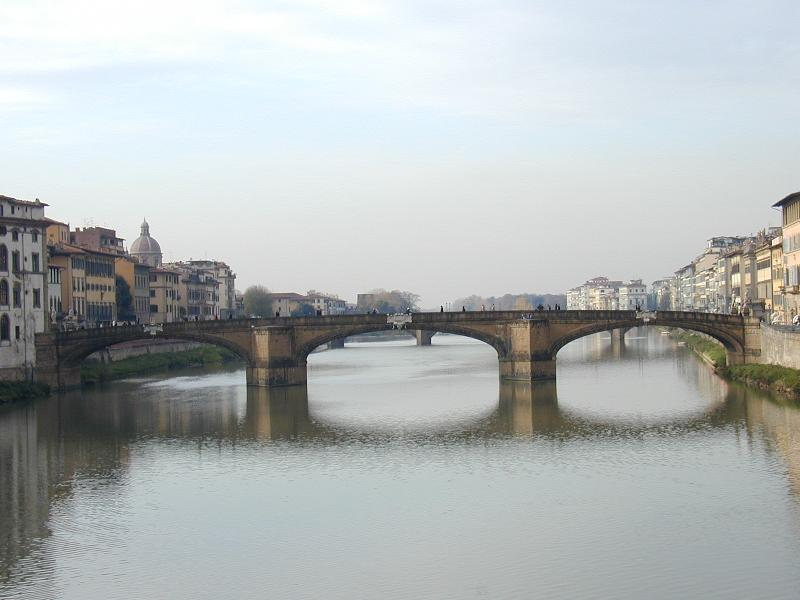
从老桥看到的天主圣三一桥

天主圣三一桥（意大利语：Ponte Santa Trinità）是意大利佛罗伦萨市中心一座跨越阿诺河的石灰岩桥梁，兴建于文艺复兴时期。天主圣三一桥是世界上最古老的椭圆型拱桥，长32米。相邻的两座桥梁是东侧的老桥和西侧的卡拉伊亚桥（Ponte alla Carraia）。
该桥由佛罗伦萨建筑师Bartolomeo Ammanati兴建于1567年至1569年。坐落在老桥下游的显著位置，是佛罗伦萨中世纪街道规划的重要环节。1252年兴建的木桥被7年后的洪水冲走，重建的石桥又被1333年的洪水摧毁。Taddeo Gaddi的五拱石桥毁于1557年的洪水，于是兴建Ammanati的石桥。1608年，桥上增建了四季雕塑，以庆祝科西莫二世·德·美第奇与玛利亚·马格达莱纳的婚礼：《春》（Pietro Francavilla），《夏》和《秋》（Giovanni Caccini），《冬》（Taddeo Landini）。 
1944年8月8日，该桥被撤退的德国军队摧毁，1958年重建，使用从阿诺河打捞的原来的石头，或者同一采石场的的石料。